# Judocus van de Ven
Judocus (Joost) van de Ven (Son, 12 maart 1803 - Son en Breugel, 5 mei 1867) was burgemeester van Son en daarnaast olieslager.
Joost van de Ven kwam uit een zeer welgesteld gezin. Hij werd op 12 maart 1803 te Son en Breugel gedoopt als zoon van Gerrit Hendrik van de Ven, grondeigenaar en logementhouder, en Joanna Maria van Kemenade en groeide daar op met zijn negen broers en zussen.
Van de Ven was van 1852 tot 5 mei 1867 burgemeester van de Kempense gemeente Son en Breugel. Buiten de periode dat hij burgemeester van Son en Breugel was, had hij een olieslagerij in Son.
Op 5 augustus 1838 trouwde hij te Woensel met Maria Anna Vlijmincx, zij werd in 1804 in Woensel geboren en overleed in 1890 in Son en Breugel. Zij was een zuster van de latere burgemeester van Woensel, Leonardus Vlijmincx. Joost van de Ven en Maria Anna Vlijmincx hadden samen drie kinderen. Hun kleinzoon Josephus Petrus Franciscus van de Ven was de grootvader van Monique van de Ven.
Hij is op 5 mei 1867 te Son en Breugel overleden, waarmee zijn ambt als burgemeester ten einde kwam.